# イロワーズ海

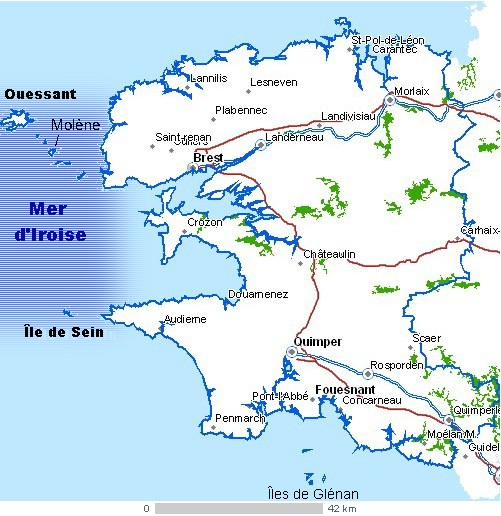
イロワーズ海の位置

イロワーズ海 （-いろわーずかい、Mer d'Iroise）は、フランス、ブルターニュ沖のサン島からウェサン島まで伸びる海域。大西洋の一部。北はイギリス海峡、西はケルト海、南はビスケー湾と接する。イロワーズという名の語源は不明である。17世紀の航海図ではイロワーズ水道（Passage de l'Iroise）の名で現れていた。
ヨーロッパ有数の危険な海域である。冬期には、しばしば大波を伴う大嵐が起きる。しかし、300種以上の海藻および海鳥、ウバザメ、ハイイロアザラシなどの海洋生物の豊富な海域ともみなされており、海域のウェサン島、サン島、モレーヌ島などの島々と共に1988年にUNESCOの生物圏保護区に登録された。2007年10月、フランス初の海洋公園となった。

## 位置と環境

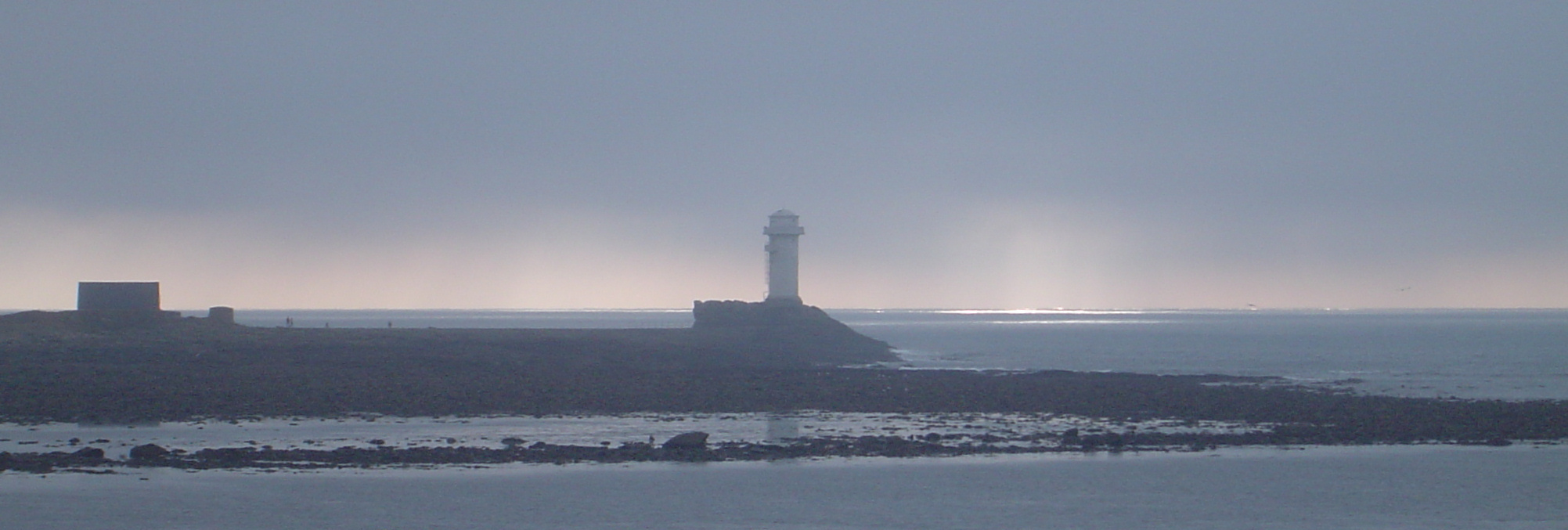
サン島の灯台

イロワーズ海沿岸は、砂浜、岩がちな崖、砂丘、洞窟、サン島やモレーヌ島のような島々など、多様である。
近接するイギリス海峡はイロワーズ海を通り抜ける強い海流のため、深さに置いて相当の違いがある。海峡の満潮時は、干潮時と逆に強力な北東海流がもたらされる。海流は高速でラ・ド・サン海域かグール・ド・ブレスト水道まで達する。
その結果として、イロワーズ海域には多くの灯台があり、海の悲劇についての伝承が多く伝わっている。

## 活動
イロワーズ海では様々な活動が行われている。フランス海軍は1631年以降ブレストに基地を置いた。さらに近年、クロゾン半島のロング島に原子力潜水艦のための基地を置いた。かつてよりも重要性は薄れたが、漁業は今も、特にル・コンケ、ドゥアルヌネ、カマレの漁港で行われている。ブレストではカニ、イワシ、アンコウウオなどが水揚げされる。海域はセーリングやプレジャー・ボートでも人気があり、特に海岸沿いとドゥアルヌネ湾内で行われる。難破船や海中の眺めが楽しめるダイビングも人気が上昇している。

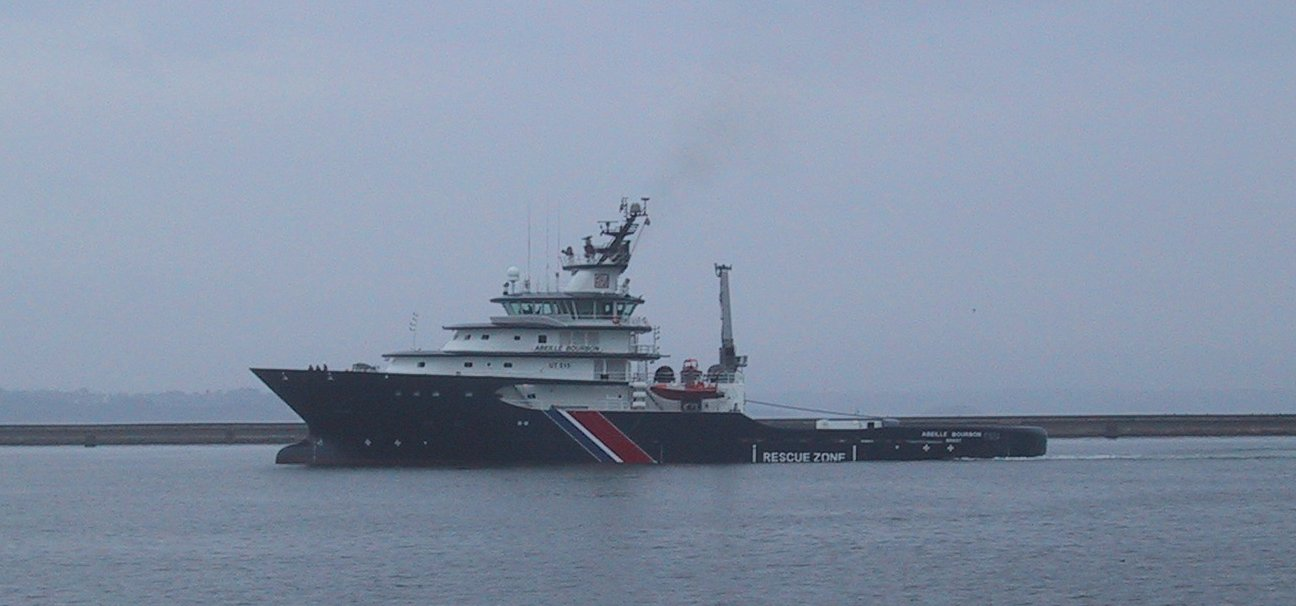
アベイユ・ブルボン

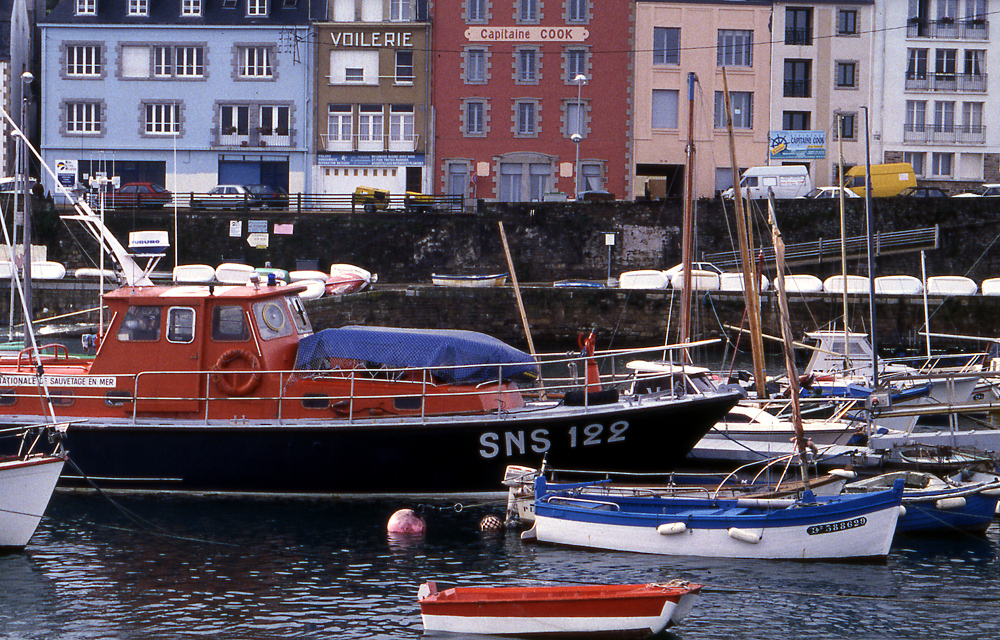
ドゥアルヌネ港のSNSM救命ボート

## 海洋調査と救難
海が危険の多い状態となるため、近年の船舶の交通量過密化、遭難が増加傾向にあり、フランス当局はアベイユ・ブルボンのようなサベージ・タグボートを含む船舶、ドゥアルヌネ、カマレ、ル・コンケ、モレーヌ、ウェサンの各港に大型救命ボートを配備するなど、特殊な捜索救難作戦を導入している。

## 海洋公園
幾度もの大規模原油流出事故や過剰漁業が報告されているにもかかわらず、イロワーズ海はいまだ植物相と動物相に富んでいる。特に知られているのはヨーロピアンシーバス、イルカの群れ、アザラシ、ラッコ、イセエビであり、時にはマンボウ、ウバザメ、クジラさえ現れる。多様な海鳥、ウ、ウミガラス、サギもいる。海は、フクス・スピラリス、ブラダーラック、ラミナリア・ディギタータ、アマモ、コンブなど300種類を数えるヨーロッパ有数の海藻が生息し、豊富な環境をもつとみなされている。島々の砂浜にはハマフダンソウ、ハマナも生えている。その結果として、議論・討論が何年も続いた後、2007年10月2日、フランス政府は国内初の海洋公園、イロワーズ海洋自然公園（Parc naturel marin d'Iroise）を創設した。3つの主な目的は、海洋環境の知識を増やすこと、一帯の動植物生息地の保護、全種の海洋活動を発展させることである。海洋公園の面積は、緯度48°31'N （ウェサン島の北岸）から経度47°59'N（サン島の南岸）の海域3550 km²に及ぶ。フランス本土の海岸線が東にあり、西はフランス領海の12海里圏内である。